# Matsubara (Osaka)

Matsubara au sein de la préfecture d'Osaka.

Matsubara (松原市, Matsubara-shi) est une municipalité ayant le statut de ville (市, shi) dans la préfecture d'Osaka au Japon. La ville a reçu ce statut en 1955.

## Histoire
Vers 400, Matsubara aurait été le lieu du palais de Shibakaki de l’empereur (semi-légendaire) Hanzei.

## Bâtiments et structures remarquables
- Université Hannan (阪南大学, Hannan daigaku?)

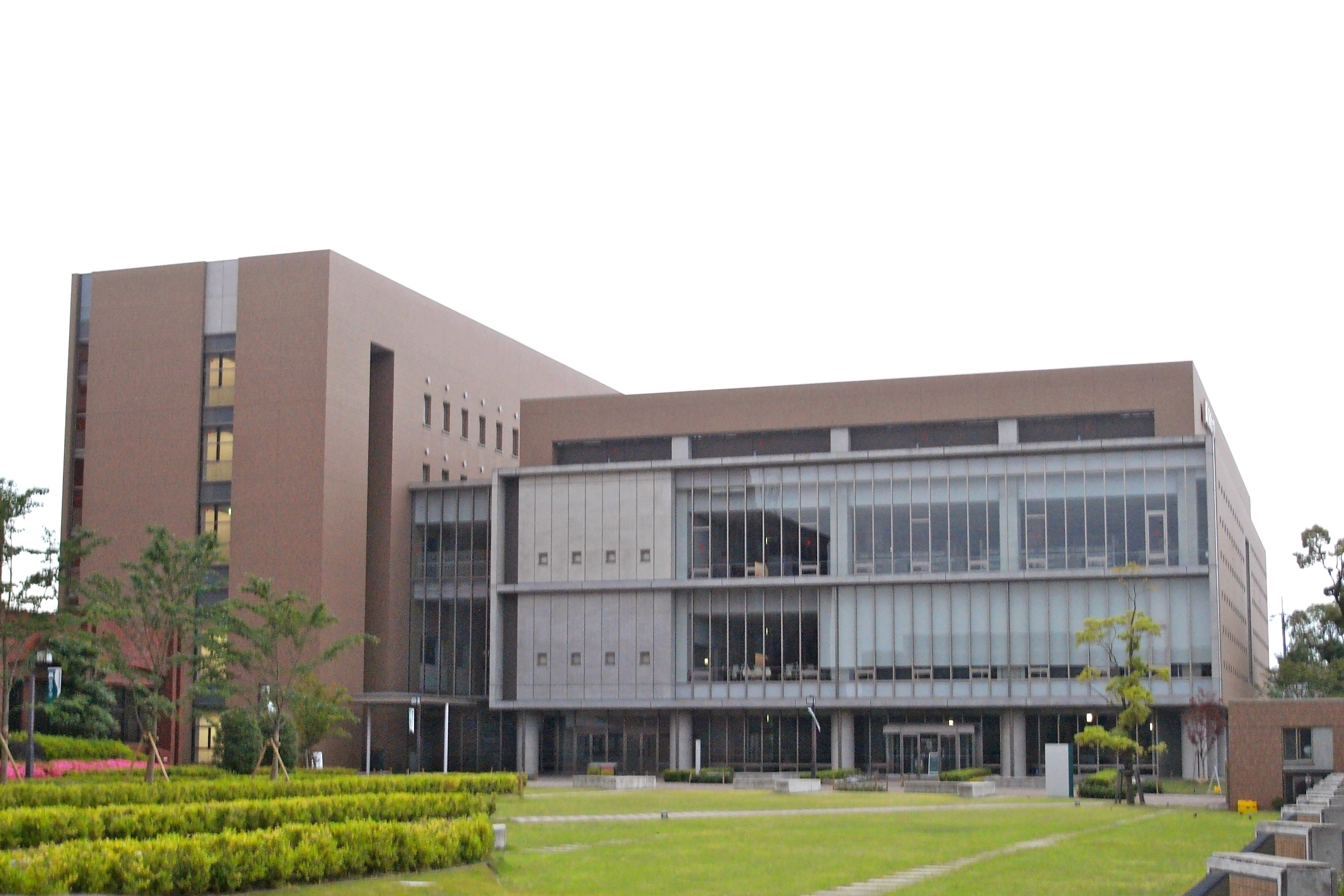
Université Hannan.

- Shibagaki-jinja (柴籬神社?), que l'on fréquente pour avoir de belles dents.

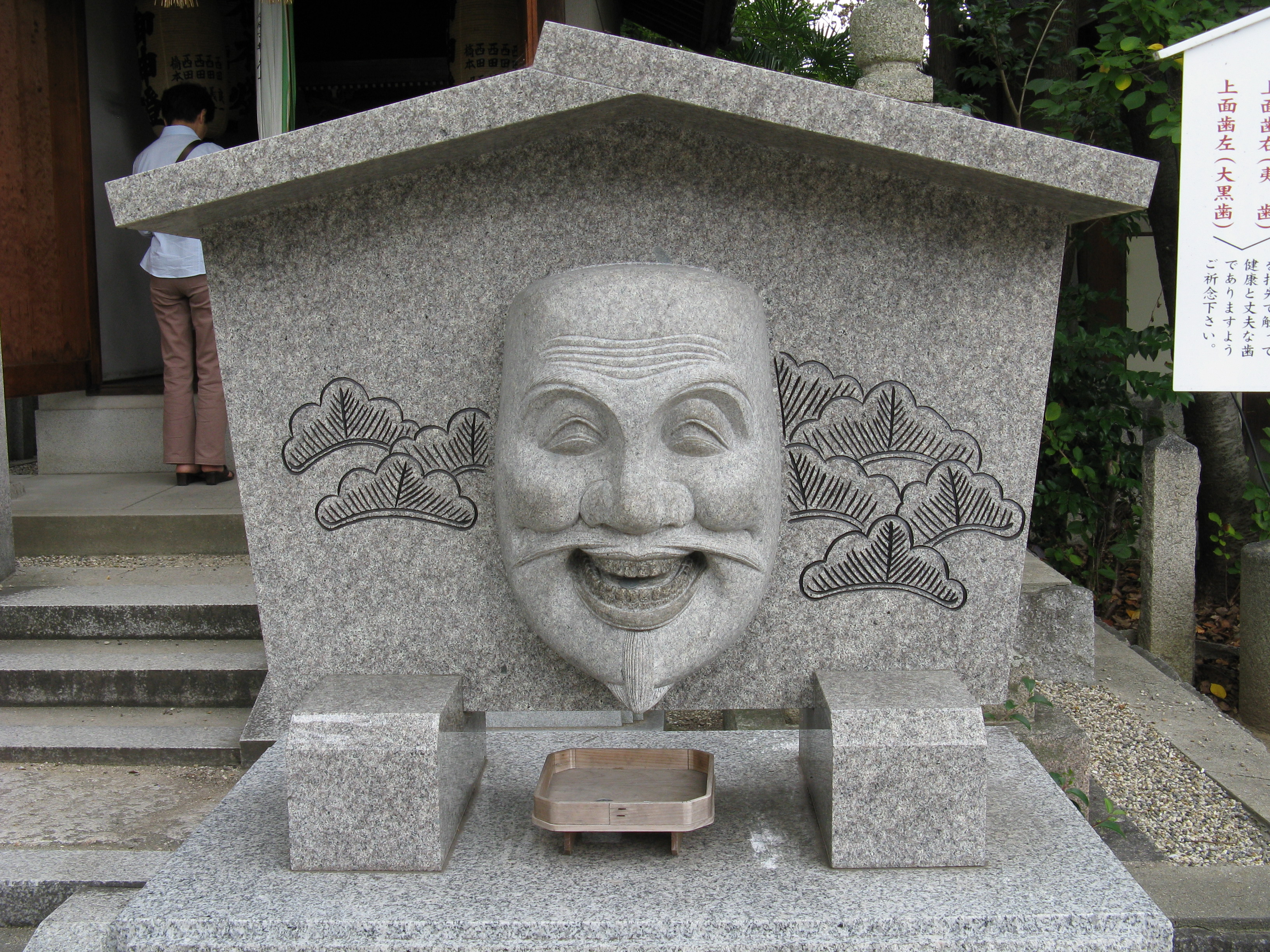
Shibagaki-jinja.

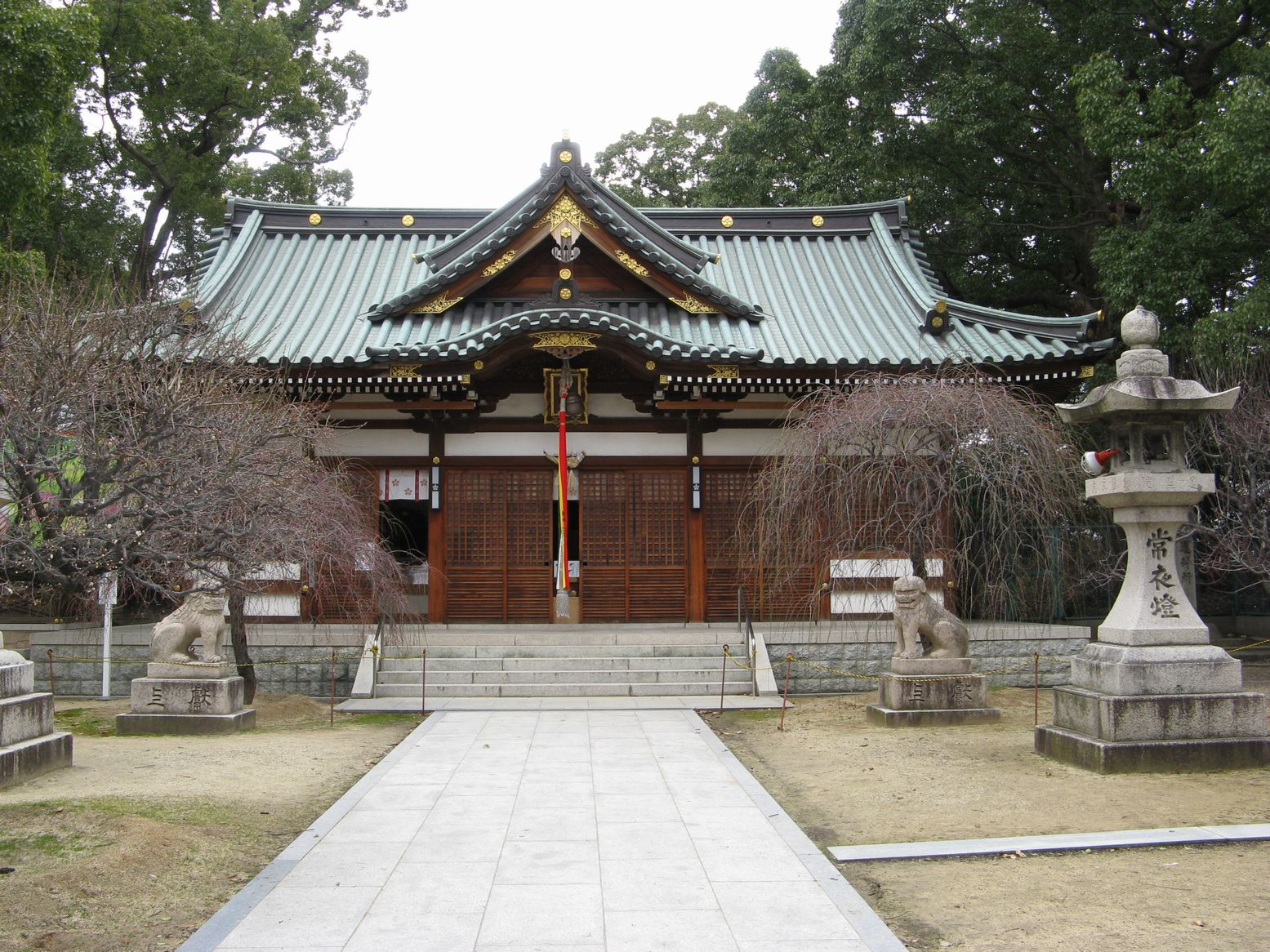
Miyake-jinja.

- Miyake-jinja